# 戴之战
戴之战，是指春秋早期郑国和宋国的戰爭。
宋殇公不去朝见周桓王。郑庄公正担任周桓王的卿士，以天子的名义讨伐宋国。前714年（周桓王六年、鲁隐公九年）秋，郑国进攻宋国。宋国由于被攻外城那次战役对鲁隐公不满，鲁隐公发怒，就断绝与宋国的往来。冬，鲁隐公和齐僖公在防地会面，策划进攻宋国。前713年（周桓王七年、鲁隐公十年）正月，郑庄公、齐僖公、鲁隐公在中丘会盟。二月二十五日，在邓地结盟，决定出兵日期。五月，羽父事先会合齐僖公、郑庄公，进攻宋国。六月，郑庄公、齐僖公、鲁隐公在老桃会盟。六月初七日，鲁隐公在菅地打败宋军。六月十五日，郑国军队开进郜地。六月十六日，郑国把郜地归属给鲁国。六月二十五日，郑国军队又开进防地。六月二十六日，郑国把防地归属给鲁国。蔡国、卫国、郕国没有会师讨伐宋国。七月初五日，郑国的军队进入停留在远郊，宋军、卫军趁此攻进郑国。蔡军跟在后面进攻戴国。八月初八日，郑庄公包围戴国。八月初九日，攻克戴国，俘虏了三国军队。宋军、卫军已经攻入郑国，而又为了攻打戴国才联合蔡军，蔡国人发怒。由于三支军队不合作而失败。九月，郑庄公率军再次攻入宋国。